# Andreas Jakob Hecker

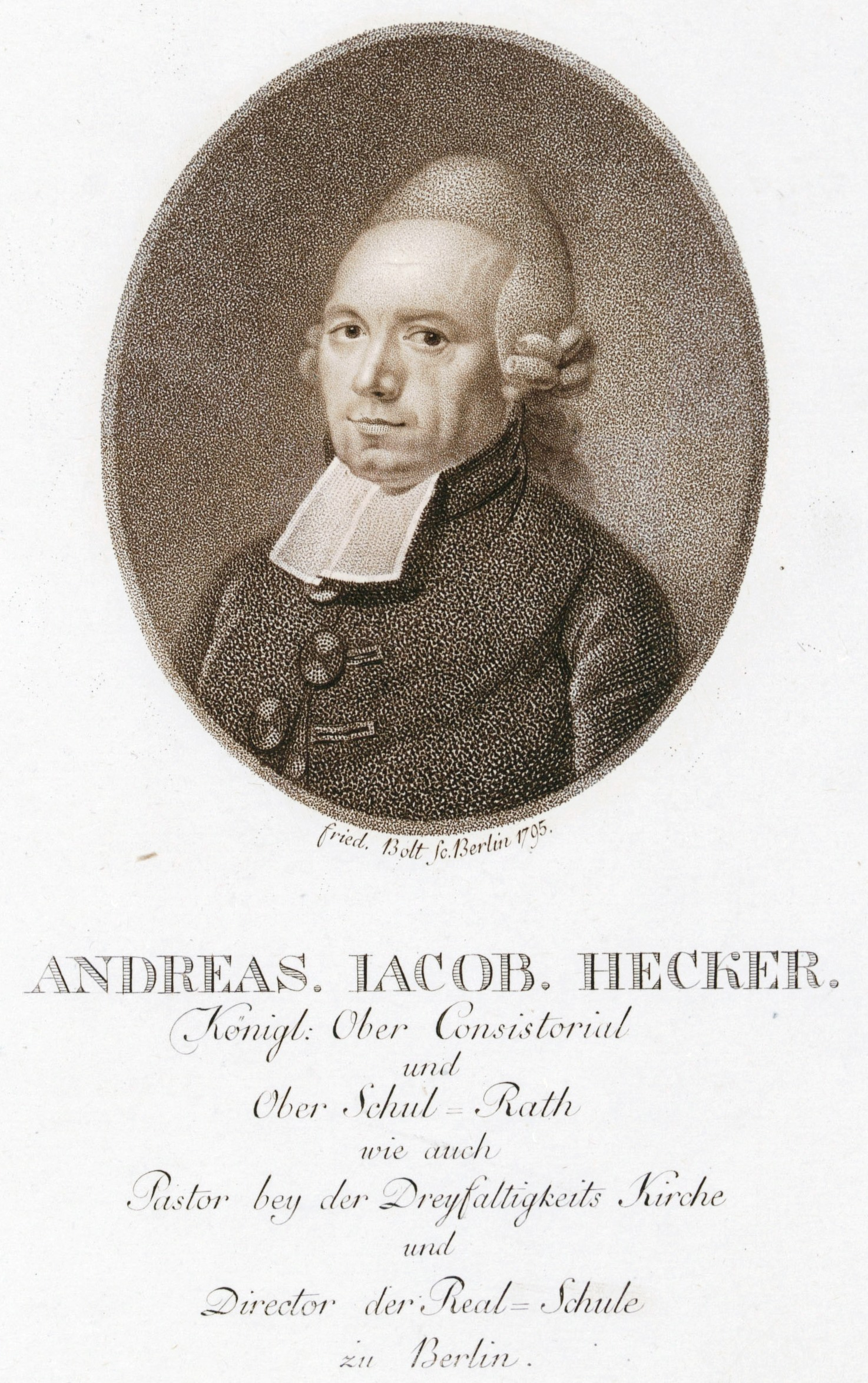
Andreas Jacob Hecker, 1795

Andreas Jakob Hecker (* 8. November 1746 in Stargard; † 25. Juli 1819 in Berlin) war ein evangelischer Theologe, Pädagoge, Pastor und Realschuldirektor in Stargard und Berlin.

## Leben
Andreas Jacob Hecker wurde geboren als Sohn von Andreas Petrus Hecker. Von 1770 bis 1780 war er Prediger an der Marienkirche und Direktor der Realschule zu Stargard in Pommern. 1780 kam er nach Berlin als Inspektor und zweiter Prediger an der Dreifaltigkeits-Kirche. 1784 wurde er Direktor der von seinem Onkel Johann Julius Hecker gegründeten Realschule in der Kochstraße. Den geforderten Verzicht auf das Predigeramt lehnte er ab, da die Schulkasse kein eigenständiges Gehalt für einen Direktor zahlen könnte. 1792 wurde er Pastor an der Dreifaltigkeits-Kirche und zum Ober-Konsistorial-Rat ernannt. Ober-Schul-Rat wurde er 1794. Als Schulmann konzentrierte er sich dann sehr intensiv auf die Verbesserung der Lehranstalt und erhielt 1797, anlässlich des fünfzigjährigen Jubiläums der Königlichen Realschule, vom König die Erlaubnis, das Pädagogium der Schule zum Gymnasium zu wandeln, dem Friedrich-Wilhelms-Gymnasium. Die Realschule blieb aber weiterhin durch ein gemeinsames Direktorat mit dem Gymnasium verbunden. Er behielt seine Ämter bis zu seinem Tod im Jahr 1819.

## Werke (Auswahl)
- Kurzer Abriß der Geschichte der Königl. Real-Schule in den ersten fünfzig Jahren nach ihrer Stiftung, Berlin 1797
- Sammlung lehrreicher und unterhaltender Aufsätze aus einigen der vorzüglichern Französischen Schriftsteller, 1802, 3. Auflage
- Französisches Lesebuch, 1806
- Neue Chrestomathie für Anfänger zur Übung im Übersetzen aus dem Deutschen in's Französische, Verlag der Realschulbuchhandlung, Berlin 1807, 5. völlig umgearb. Aufl.